# Illa Danesa
L'illa Danesa (en noruec: Danskøya) és una illa situada a l'arxipèlag de Svalbard, Noruega, a l'oceà Àrtic. Està molt prop de la costa nord-oest de Spitsbergen, l'illa més gran de l'arxipèlag, a prop del Magdalenefjorden. Just al nord es troba l'illa d'Àmsterdam. Igual que moltes de les illes de Svalbard, l'illa Danesa està deshabitada. La seva superfície és de 40,6 km².

## Història
En 1631 els danesos van establir una estació permanent a l'illa, concretament a la badia de Robbe (Kobbefjorden), que va ser abandonada el 1658. Una altra estació va ser establerta pels holandesos al nord de l'illa, a la badia de Houcker (Virgohamna), durant la dècada del 1630. Les restes d'aquesta estació van ser vistes per Friderich Martens el 1671.
L'illa és el lloc del que va partir l'expedició àrtica del 1897. El globus d'hidrogen de S.A. Andrée va caure sobre la banquisa tres dies després de sortir de l'illa Danesa i després de caminar prop de tres mesos, els exploradors finalment van morir a Kvitøya, també a Svalbard.

## Galeria

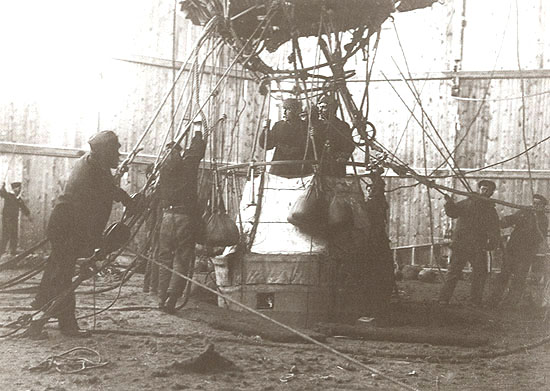
Globus de S. A. Andrée abans de l'enlairament l'11 de juliol de 1897.
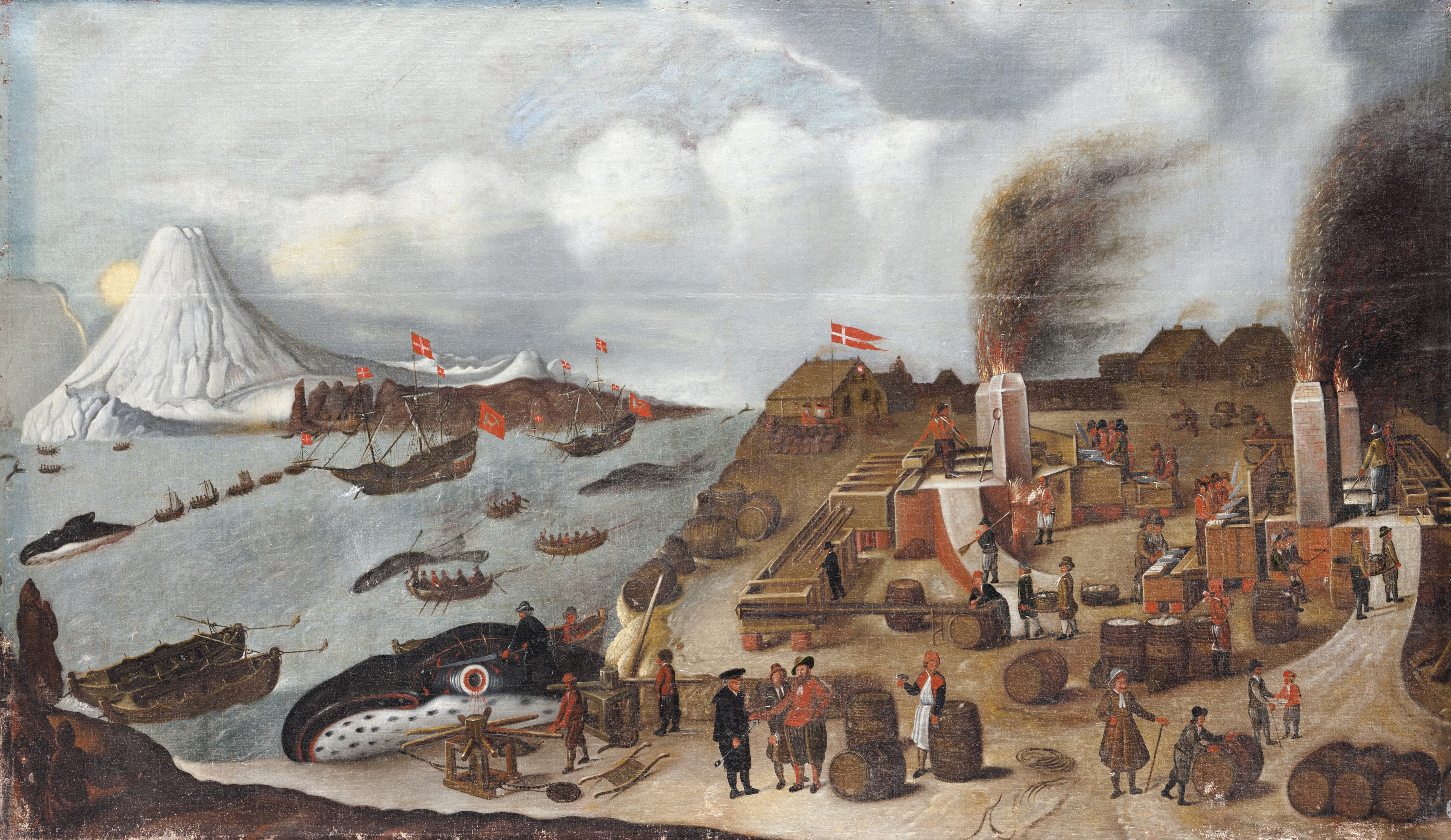
Caça de balenes a l'illa Danesa, per Abraham Speeck, 1634. Skokloster Castle.
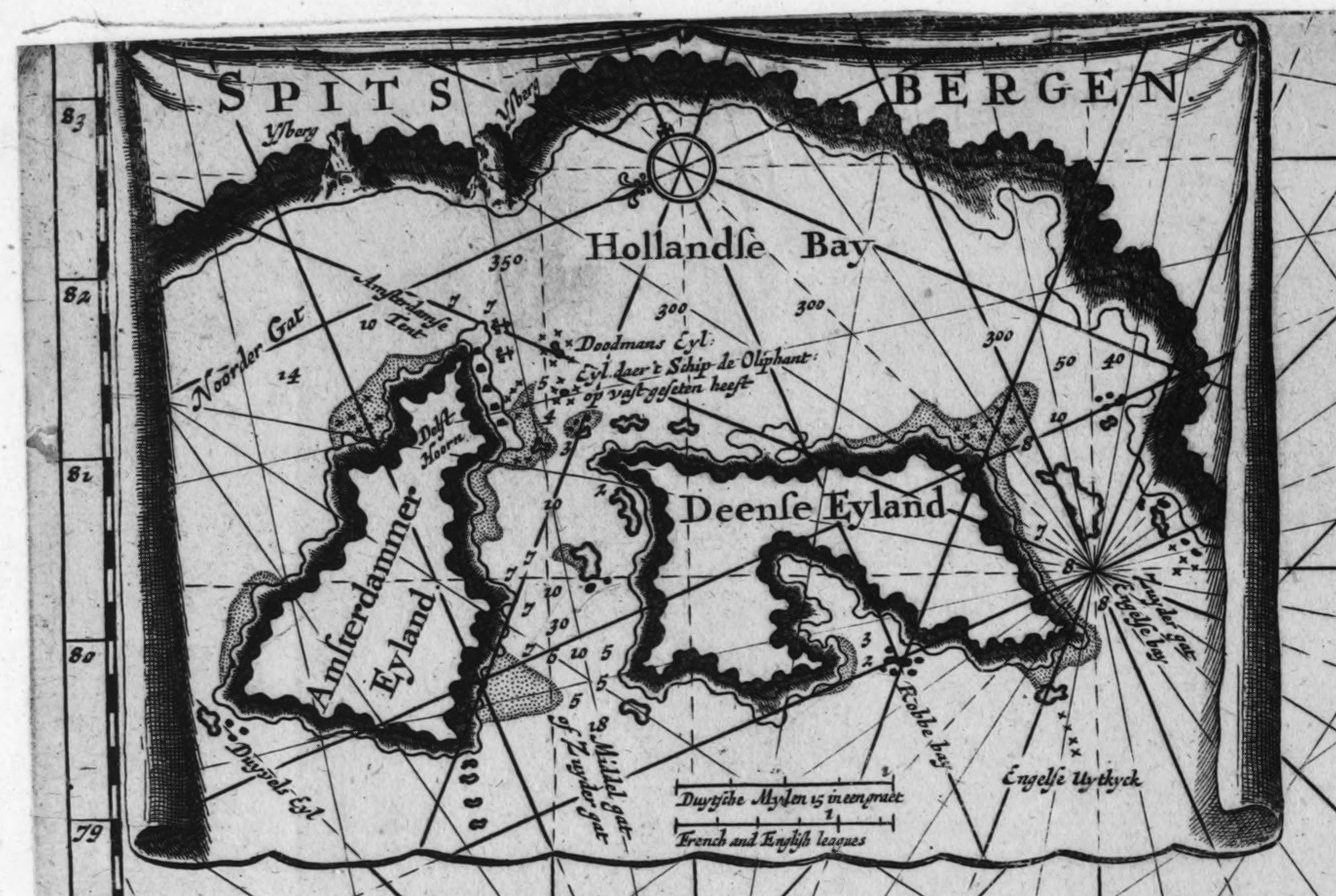
Mapa holandès del segle xvii de "Deense Eyland".